# Nanamonodes albilinea
Nanamonodes albilinea là một loài bướm đêm trong họ Noctuidae.